# Samuel Rawson Gardiner
Samuel Rawson Gardiner (4 de marzo de 1829-24 de febrero de 1902) fue un historiador y prolífico escritor inglés.
Educado en el Winchester College y en la Christ Church de la Universidad de Oxford. Posteriormente colaboró con el All Souls College y el Merton College de la misma universidad. Durante algunos años fue profesor de historia moderna en el King's College de Londres.

## Obras
La mayor parte de su obra está dedicada al estudio de la historia inglesa desde comienzos del siglo XVII hasta la Restauración inglesa. Algunas de sus principales publicaciones fueron:
- Prince Charles and the Spanish Marriage (2 vols, 1869);
- The Fall of the Monarchy of Charles I, 1637-1649 (2 vols, 1882);
- History of England from the Accesión of James I to the Outbreak of the Civil War, 1603-1642 (10 vols, 1883-4);
- History of the Great Civil War, 1642-1649 (1886-1901), (5 vols, 1893);
- History of the Commonwealth and Protectorate, 1649-1660 , (4 vols, 1903).

## Enlaces
- Obras de Samuel Rawson Gardiner (inglés).

- Datos: Q1770846
- Multimedia: Samuel Rawson Gardiner / Q1770846